# Lichtechtheit
Lichtechtheit ist farbliche Beständigkeit von Farbmitteln, Lacken und anderen Oberflächen bei längerer Beleuchtung. Besonders Sonnenlicht mit seinem hohen UV-Licht-Anteil hat auf viele Materialien eine zersetzende Wirkung, was zu sichtbaren Farbveränderungen führen kann.
Von Lichtechtheit spricht man auch bei klarsichtigen Oberflächen und Werkstoffen wie Glas und Kunststoffen. Die Farbveränderung oder Eindunklung hat nicht nur ästhetische, sondern auch technische Nachteile wie beispielsweise bei Algenzuchtanlagen. Glas ist weniger empfindlich gegenüber Sonneneinstrahlung als Kunststoffe.
Zur Messung der Lichtechtheit werden in der Lack- und Textilindustrie Blaumaßstäbe und Graumaßstäbe eingesetzt. Die Lichtechtheit entscheidet u. a. über die Verwendbarkeit von Lacken und anderen Materialien im Freien.
In der Künstlerfarbenindustrie wird die Lichtechtheit in vier Klassen eingeteilt:
- *** höchste Lichtbeständigkeit
- ** sehr gute Lichtbeständigkeit
- * ausreichende Lichtbeständigkeit
- geringe Lichtbeständigkeit

Der Blaumaßstab nach der nicht mehr gültigen DIN 53952 dagegen war etwas ausführlicher:
- Lichtechtheit 8: hervorragend
- Lichtechtheit 7: vorzüglich
- Lichtechtheit 6: sehr gut
- Lichtechtheit 5: gut
- Lichtechtheit 4: ziemlich gut
- Lichtechtheit 3: mäßig
- Lichtechtheit 2: gering
- Lichtechtheit 1: sehr gering

Die Eigenschaftswörter sind dafür fest vereinbart.
Anorganische Pigmente können noch deutlich lichtbeständiger sein, Wehlte schlägt dafür eine Erweiterung bis 10 vor (9: vollkommen, 10: absolut). Die Lichtechtheit der meisten Pigmente ist bei 7 oder höher einzustufen. Bei der ursprünglichen Bedeutung für Textilfarbstoffe ist dagegen Lichtechtheit 8 schon selten.
Das Messverfahren besteht in einem Vergleich mit einer Skala aus acht blauen Wollstreifen unterschiedlicher Lichtechtheit, die mit der Probe dem Licht ausgesetzt werden. Die belichtete Probe wird dabei mit einem abgedeckten Probenteil verglichen. Als Lichtechtheit wird dann die Stufe angegeben, bei der ein „deutlicher“ (bis Stufe 6) beziehungsweise „gerade erkennbarer“ (Stufe 7 und 8) Unterschied zu sehen ist. In etwa verdoppelt sich mit jeder Stufe die Zeit, in der die Probe dem Licht ausgesetzt werden kann, ohne dass sie sich verändert. Bei Lichtechtheit 7 entspricht dies in Mitteleuropa in etwa einem Jahr im Freien.